# ジョン・パー (イギリスの兵士)
ジョン・パー（John Parr、1898年 - 1914年8月21日）は、第一次世界大戦において、イギリス連邦軍の兵士として最初に戦死した、イギリス陸軍の二等兵。

## 生い立ち
1898年に現在のバーネット・ロンドン特別区チャーチ・エンド (Church End) に生まれたパーは、その人生のほとんどを、ノース・フィンチリーのロッジ・レーン (Lodge Lane) 52番地で、父エドワードと母アリスの間に末息子として過ごした。学校を出たパーは、キャディとして働いた。その後、当時の多くの若者がそうであったように、より良い生活を求め、少なくとも毎日2食が支給され、世界各地へ派遣される可能性がある陸軍に魅力を感じるようになった。パーが、ミドルセックス連隊 (Middlesex Regiment) に入隊する際、入隊の条件のひとつであった年齢を実際より年上に詐称したことは間違いないようだ。

## 軍務
軍において、パーは自転車による斥候（偵察）を専門とし、部隊より先行して情報を収集し、上官に報告するためできるだけ速やかに帰還することが任務であった。1914年8月に第一次世界大戦が始まり、パー二等兵が所属していたミドルセックス連隊第4大隊は、サウサンプトンから船でフランスのブローニュ＝シュル＝メールへ送られた。ドイツ軍がベルギーへ侵入すると、パーの部隊はベティニーズ (Bettignies) という村の近くで、モンスの市街地を縦貫する運河に沿って布陣した。8月21日、パーともうひとりの自転車斥候兵が、敵軍の位置を探るべく、モンスの北東に隣接し、国境を挟んでベルギー側に少し入った村であるオブール (Obourg) へ派遣された。伝えられるところでは、パーたちはドイツ帝国第1軍 (1. Armee) の騎兵巡視部隊と遭遇し、報告のために自陣へ帰還する同僚を援護するために、パーはその場にとどまった。パーは、ライフル銃の射撃によって殺された。

## その後
最初のモンスの戦い (Battle of Mons) の後、イギリス軍はマルヌ県一帯へと退却し、新たな陣を敷いたため、パーの遺体はそのまま取り残された。その後数ヶ月の塹壕戦では、戦線がほとんど動かず、かなりの時間が経過するまでパーの死は認識されなかった。しばらくしてパーの母親が、息子について問い合わせる手紙を連隊に出したが、パーが捕虜となったかもしれないと考えていた連隊は、母親に息子の状況について知らせることができなかった。当時はまだ、死傷者の確認を助ける認識票は用いられていなかった。
パーは、モンスの南東に設けられたサン＝シンフォリアン軍人墓地 (St Symphorien Commonwealth War Graves Commission cemetery) に埋葬され、墓石には年齢が20歳と刻まれたが、これは陸軍がパーの実年齢が16歳であることを承知していなかったことを示している。偶然のことではあるが、パーの墓石は、第一次世界大戦において最後に戦死したイギリス兵であるジョージ・エドウィン・エリソン (George Edwin Ellison) の墓と対面する位置にある。